# Тюби, Жан-Батист
Жан-Батист Тюби́ (фр. Giambattista Tubi, Jean-Baptiste Tuby; 1635, Рим — 9 августа 1700, Париж) — французский скульптор итальянского происхождения. Внёс значительный вклад в формирование и развитие «большого стиля» эпохи Короля-Солнце Людовика XIV (1643—1715). Тюби принадлежал к первому поколению скульпторов, сформированных канонами Королевской академии живописи и скульптуры. Он входил в команду, работавшую в ведомстве Королевских построек (Bâtiments du Roi) в садах и парке Версаля.

## Биография
Приехав в Париж около 1660 года, Жан-Батист Тюби под руководством Шарля Лебрена работал на мануфактуре Гобеленов. По проекту Лебрена выполнил мраморную облицовку большой аркады хора парижской церкви Сен-Северин.
В сотрудничестве с Антуаном Куазево создавал надгробие кардинала Мазарини, для которого выполнил аллегорическую скульптуру «Верность» (1689—1692), а также надгробие матери Шарля Лебрена в церкви Сен-Никола-дю-Шардонне в Париже. Изваял главную фигуру для надгробия маршала Тюренна (1676—1680).
Также Тюби работал по заказу Жан-Батиста Кольбера в парке Со (статуя «Зима», ныне установлена в Люксембургском саду). Тюби участвовал в скульптурном оформлении парижского Отеля Карнавале, расположенного в доме 23 по улице Севиньи.
Со временем Жан-Батист Тюби стал одним из любимых скульпторов короля Людовика XIV и посвятил большую часть своей жизни скульптурным работам в парке Версаля.
В 1672 году он был избран членом Королевской академии живописи и скульптуры и был удостоен французского подданства. Через два года после смерти Кольбера, в 1685 году, по просьбе вдовы последнего Мари Шаррон он вместе с А. Куазево участвовал в создании гробницы, проект которой предоставил Шарль Лебрен. Это монументальное надгробие до настоящего времени, несмотря на многие перипетии, находится в церкви Сент-Эсташ (Святого Евстафия), прихожанином которой был Кольбер.
Около 1662 года скульптор женился на Маргерите Кокурель, от которой у него было несколько детей: Марселлен Тюби, крещённый в приходе Сен-Жерве 28 декабря 1662 г., Жан-Батист Тюби Младший, или Второй (1665—1735, скульптор), Шарль Тюби, крещённый в приходе Сен-Ипполит 27 июня 1666 года (его крестным отцом был Шарль Лебрен), Жан-Клод Тюби, крещённый 8 сентября 1667 г., Анна-Элизабет, Сюзанна Тюби (вышедшая замуж 16 января 1681 года за Жака Пру, скульптора короля.
Дата смерти Маргерит Кокурель неизвестна. Жан-Батист Тюби повторно женился 22 сентября 1680 года на Сюзанне Буте, родственнице жены Ш. Лебрена. От этого союза родилось четверо детей.

## Галерея
- Колесница Аполлона. 1668—1671. Центральная скульптурная группа Бассейна Аполлона, Парк Версаля
- Аллегория Роны. 1678—1680. Бронза. Водный партер, Версаль
- Флора. 1672–1679. Бассейн «Четыре сезона». Свинец, позолота. Сады Версаля
- Мир. По рисунку Ш. Лебрена. Между 1680 и 1682. Камень. Оформление парадного въезда в Версальский дворец
- Ваза мира. 1685—1686. Камень. Эспланада Большого Версальского дворца
- Аллегорическая фигура Верности (крайняя справа). Кенотаф кардинала Мазарини. Проект архитектора Ж. Ардуэна-Мансара. Между 1689 и 1693. Бронза. Коллеж Четырёх Наций, Париж
- Надгробие Ж.-Б. Кольбера. Совместно с А. Куазево. 1687.Церковь Сент-Эсташ, Париж
- Надгробие маршала Тюренна. 1676—1680. Церковь Дома Инвалидов, Париж
- Диана с оленем и собакой. 1687. Терракота. Музей искусств округа Лос-Анджелес, США